# Aerosol

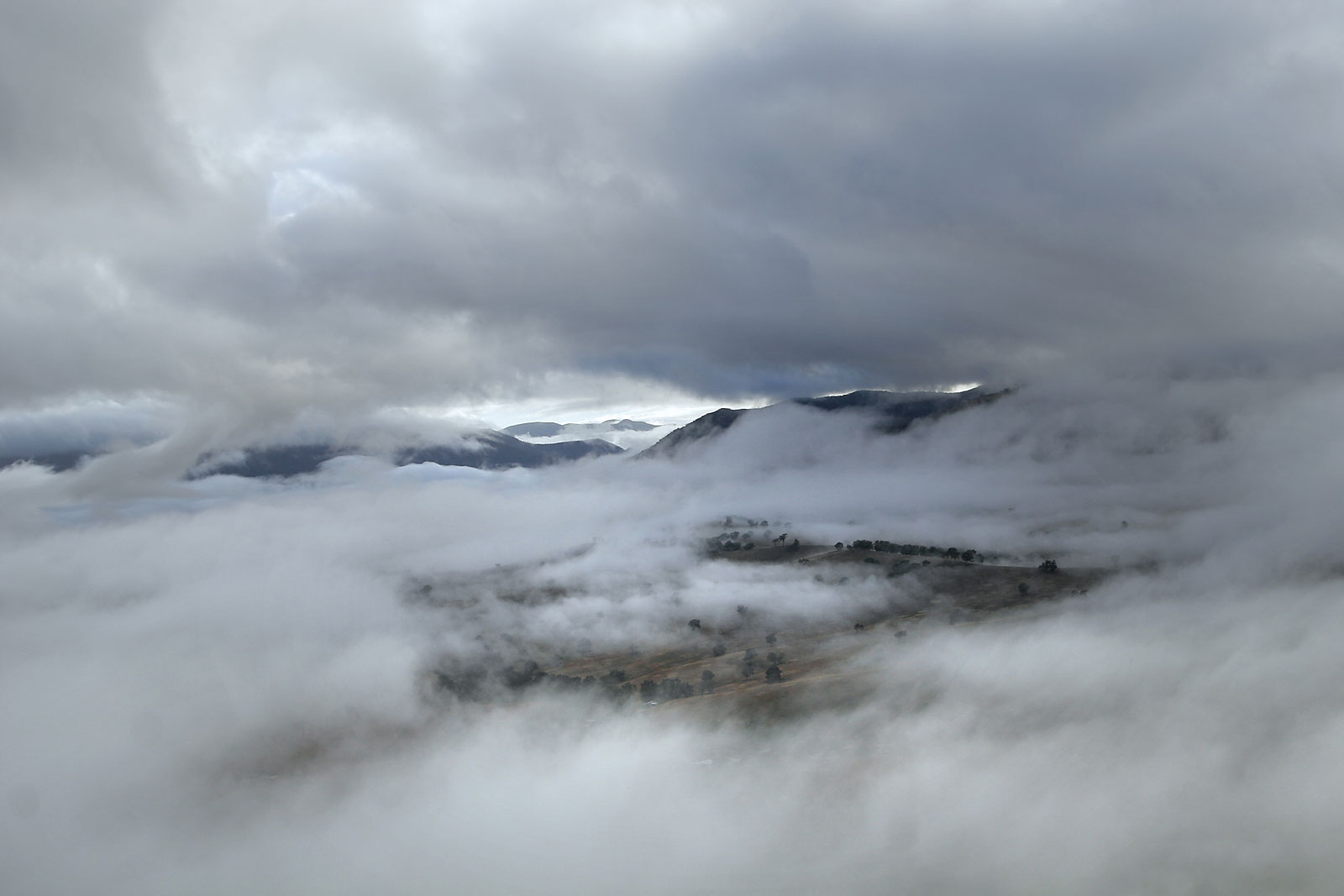
Ceața și norii sunt aerosoli

Aerosol este termenul care definește un ansamblu de particule, solide sau lichide, aflate în dispersie într-un mediu gazos.
Dacă particulele sunt solide, se obține un fum; dacă sunt lichide, se obține o ceață. Gazul se numește faza dispersantă, uneori faza dispersantă iar particulele de solid sau lichid, faza dispersă.
Prezența aerosolilor este adesea dăunătoare, pentru îndepărtarea lor utilizându-se aspirarea, filtrarea, udarea sau electroforeza.
Dacă particulele fazei disperse au dimensiuni identice atunci aerosolul se numește isodispers. Când gazul este în repaus, sub acțiunea gravitației particulele cad lent, viteza lor fiind practic egală cu cea rezultată din formula lui Stokes pentru particulele sferice, dacă raza lor este mai mare decât drumul liber mediu al moleculelor fazei dispersante.

## Caracteristici
Dimensiunile caracteristice ale aerosolilor în atmosferă se situează în general în intervalul {\displaystyle \scriptstyle 10^{-8}-10^{-6}} m. Când particulele aerosolilor se ciocnesc, ele de regulă se alipesc, astfel încât aerosolii obișnuiți sunt instabili. Uneori se înțelege prin termenul aerosol totalitatea particulelor conținute în aerul atmosferic. Ramura particulară a mecanicii fluidelor care studiază comportamentul dinamic al aerosolilor se numește mecanica aerosolilor; această disciplină a căpătat o mare dezvoltare începând din a doua jumătate a secolului XX., datorită problemelor de poluare.

## Aplicații
Aerosolii sunt larg utilizați în medicină în tratamentul diverselor boli (de exemplu în tratarea sinuzitei, bronșitei, astmului) sau în agricultură la combaterea dăunătorilor.
Aerosolii de sare, numiți și aerosoli salini, au o eficiență dovedită științific în prevenirea și tratarea afecțiunilor respiratorii, de la viroze, gripe și răceli, până la BPOC (bronșită cronică), astm bronșic, rinită alergică, tuse persistentă, polipi sau sinuzită.
Terapia cu aerosoli de sare (cunoscută și sub numele de "haloterapie") se poate face în saline naturale, la malul mării, în camere de sare / saline artificiale sau chiar în confortul propriei locuințe, folosind un inhalator salin cu emisie controlată de aerosoli.